# Wasson Rock
Der Wasson Rock ist ein markanter und größtenteils unvereister Felsvorsprung im ostantarktischen Viktorialand. Er ragt aus der Nordwand nahe dem Kopfende des Priestley-Gletschers auf.
Der United States Geological Survey kartierte ihn anhand eigener Vermessungen und Luftaufnahmen der United States Navy aus den Jahren von 1960 bis 1964. Das Advisory Committee on Antarctic Names benannte ihn im Jahr 1969 nach William G. Wasson, Flugzeugelektroniker der Navy-Flugstaffel VX-6 auf der McMurdo-Station im Jahr 1966.